# Jan Bącewicz
Jan Bącewicz (ur. 1799 w Kietoniach, zm. 27 grudnia 1864 w Warszawie) – lekarz. 

## Życiorys
Urodził się w Kietoniach wiosce w guberni kowieńskiej. Naukę rozpoczął szkole zakonu dominikanów w Kalwarii. Ukończył studia w Uniwersytecie Wileńskim w 1823 z tytułem doktora medycyny. 
W październiku 1823 przybył do Warszawy i objął stanowisko ordynatora w Szpitalu Głównym Wojskowym na Ujazdowie. Pełnił te obowiązki przez następne dziesięć lat.
W 1825 został czynnym członkiem Towarzystwa Lekarskiego Warszawskiego i w 1855 jego prezesem. Od 1834 był członkiem Cesarskiego Towarzystwa Lekarskiego Wileńskiego. W 1841 został członkiem rady instytutu głuchoniemych i po zgonie w 1852 Wilhelma Malcza został lekarzem w Instytucie Głuchoniemych i Ociemniałych.
Od 1855 był członkiem Rady Głównej Opiekuńczej Instytutów Dobroczynnych w Warszawie.
Zmarł dnia 27 grudnia 1864 w Warszawie i pochowany został na cmentarzu Powązkowskim (kwatera 1-1/2-6/7).
W swoim testamencie zapisał znaczną kwotę na zakup placu i wybudowanie domu w Warszawie na siedzibę Towarzystwa Lekarskiego. Oprócz tego ufundował stypendium dla dwóch uczniów Szkoły Głównej, fundusz na wsparcie dla wdów po zmarłych lekarzach i fundusz na wsparcie Instytutu Głuchoniemych. Bibliotekę przekazał na rzecz Towarzystwa Lekarskiego.
Jego pomnik na Cmentarzu Powązkowskim wykonał Jan Ewaryst Zbąski (1825-1891)
.

## Publikacje
- "Postrzeżenia chirurgiczne",
- "Wyjście nie zwykłym sposobem ciał obcych z ran postrzałowych". 1837 t. I, str. 106,
- "O udzielaniu się ludziom nosacizny końskiej (osaena maligna contagiosa equorum, seu morbus lymphaticus malignus)" tom II, str. 212,
- "O gorączce tyfoidalnej" tom. XVII, str. 230,
- "Uwagi nad chorobami panującem w miesiącu lipcu i sierpniu, czyli nad zabójczą cholerą z 1852 r." (t. V, str. 222,
- "O działaniu wezykatoryi, jej skutkach i wskazaniach", Tygod. Lek. 1857 r.